# Partido de Coronel Dorrego
Partido de Coronel Dorrego är en kommun i Argentina.   Den ligger i provinsen Buenos Aires, i den södra delen av landet, 500 km sydväst om huvudstaden Buenos Aires. Antalet invånare är 16 522.
Trakten runt Partido de Coronel Dorrego består till största delen av jordbruksmark. Runt Partido de Coronel Dorrego är det mycket glesbefolkat, med 2 invånare per kvadratkilometer.